# Plesiomma angustum
Plesiomma angustum là một loài ruồi trong họ Asilidae. Plesiomma angustum được Macquart miêu tả năm 1848.